# Regimiento de Caballería de Exploración de Montaña 5
El Regimiento de Caballería de Exploración de Montaña 5 «General Martín Miguel de Güemes» (RC Expl M 5) es una unidad táctica de caballería del Ejército Argentino con asiento de paz en la Guarnición de Ejército «Salta» y con dependencia orgánica de la V Brigada de Montaña.

## Historia
Fue creado en 1826, por la guerra del Brasil, integrando la organización del ejército de operaciones de las Provincias Unidas.
En 1917, fue creada la 5.ª División de Ejército con comando en Tucumán, integrando esta organización el C5. Formaba la quinta brigada junto con el C12, con asiento en Salta. Por decisión del ministro de guerra, se le impuso el nombre "General Güemes", en evocación al brigadier Martín Miguel de Güemes.
En 1932, por el estallido de la Guerra del Chaco entre los vecinos Bolivia y Paraguay, la superioridad creó el Destacamento Mixto Formosa, formada entre otras unidades por dos escuadrones del C5, estacionado en Las Lomitas (territorio nacional de Formosa). Quedó disuelto en 1935 con la finalización de la guerra.
Hacia 1970 estaba organizado como Destacamento de Exploración de Caballería Blindada 141 (C5), estando como formación del Tercer Cuerpo de Ejército con comando en Córdoba.
En 1975 el C5 aportó personal para el Operativo Independencia desarrollado en la provincia de Tucumán por la V Brigada de Infantería. Se formó una fuerza de tareas junto con personal del Regimiento de Infantería de Montaña 20 y otras unidades que tuvo base en la localidad de Río Seco. Esta fuerza estaba compuesta por los Equipos de Combate «Yuca», «Lanza» y «Cazadores», con base en El Churqui, Los Sosa y Colonia 5, respectivamente. Se desempeñaron como jefes de la fuerza de tareas en forma rotativa los jefes de los Regimientos de Infantería Aerotransportados 2 y 14.
El 10 de octubre de 1975 murió el subteniente Diego Barceló. Posteriormente, el general de división Antonio Domingo Bussi impuso el nombre Subteniente Barceló a la fuerza de tareas del Dest Expl C Bl 141.
Su jefe honorario son el coronel (R) Raúl David Anchezar y general de brigada (R) Alejandro José Beverina.

## Organización
- Jefe
- Plana Mayor
- Escuadrón de Caballería de Exploración de Montaña «A»
- Escuadrón de Caballería de Exploración de Montaña «B»
- Escuadrón de Comando y Servicios
- Banda Militar «Coronel Bonifacio Luis de los Llanos»[7]